# Jezioro Baranie
Jezioro Baranie – jezioro położone na zachód od wsi Wysoka Gryfińska, w zachodniej części Pojezierza Zachodniopomorskiego na Równinie Wełtyńskiej. Powierzchnia jeziora wynosi 2,8 ha.
W odległości 2 km na południowy wschód znajduje się wieś Wysoka Gryfińska. Wzdłuż wschodniego brzegu jeziora przebiegnie droga ekspresowa S3, podczas rozpoczętych już prac zniwelowano otoczenie brzegu i wycięto zadrzewienie i krzewy.